# イオンスタイル笹丘
イオンスタイル笹丘（イオンスタイルささおか）は福岡県福岡市中央区笹丘一丁目にある大型商業施設（ショッピングセンター）である。
旧店舗名はダイエー笹丘店及びイオン笹丘店であり、ダイエー時代の店番号は0610であった。ネットスーパー取扱店舗。

## 概要
中央区南西端部の城南区との境界部付近、油山観光道路と県道東油山唐人線に挟まれた場所に立地する。店舗の建物は自動車教習所「マイマイスクール笹丘校」との複合施設となっており、屋上に自動車教習所の教習コースを設置している。同様に屋上に自動車教習所を併設している例としてはイオン札幌桑園ショッピングセンターやイオン横須賀久里浜ショッピングセンターなどがある。
近隣の早良区の旧ダイエー原店に原サティ（→イオン原店→2019年1月31日閉業）が2007年3月8日に開業の際には、大規模な改装を行っている。
2012年（平成24年）4月11日、ネットスーパーの取扱いを開始した。
2015年（平成27年）9月1日、運営会社がダイエーからイオンストア九州へ変更され、イオン九州が業務委託の形で実際の運営を担当。同時に、店舗名をダイエー笹丘店からイオン笹丘店へ変更。九州のダイエー店舗ではいち早くイオンの看板への交換が完了している。
2016年（平成28年）9月4日、イオン笹丘店としての営業を終了。3日間の改装工事と2日間のプレ営業期間を経て9月10日、九州地区では2番目、福岡県及び旧ダイエーからの転換店舗では初のイオンスタイルとしてイオンスタイル笹丘にブランド転換しリニューアルした。
九州では唯一となるドムドムバーガー笹丘店が地下一階フードコートに入店している。

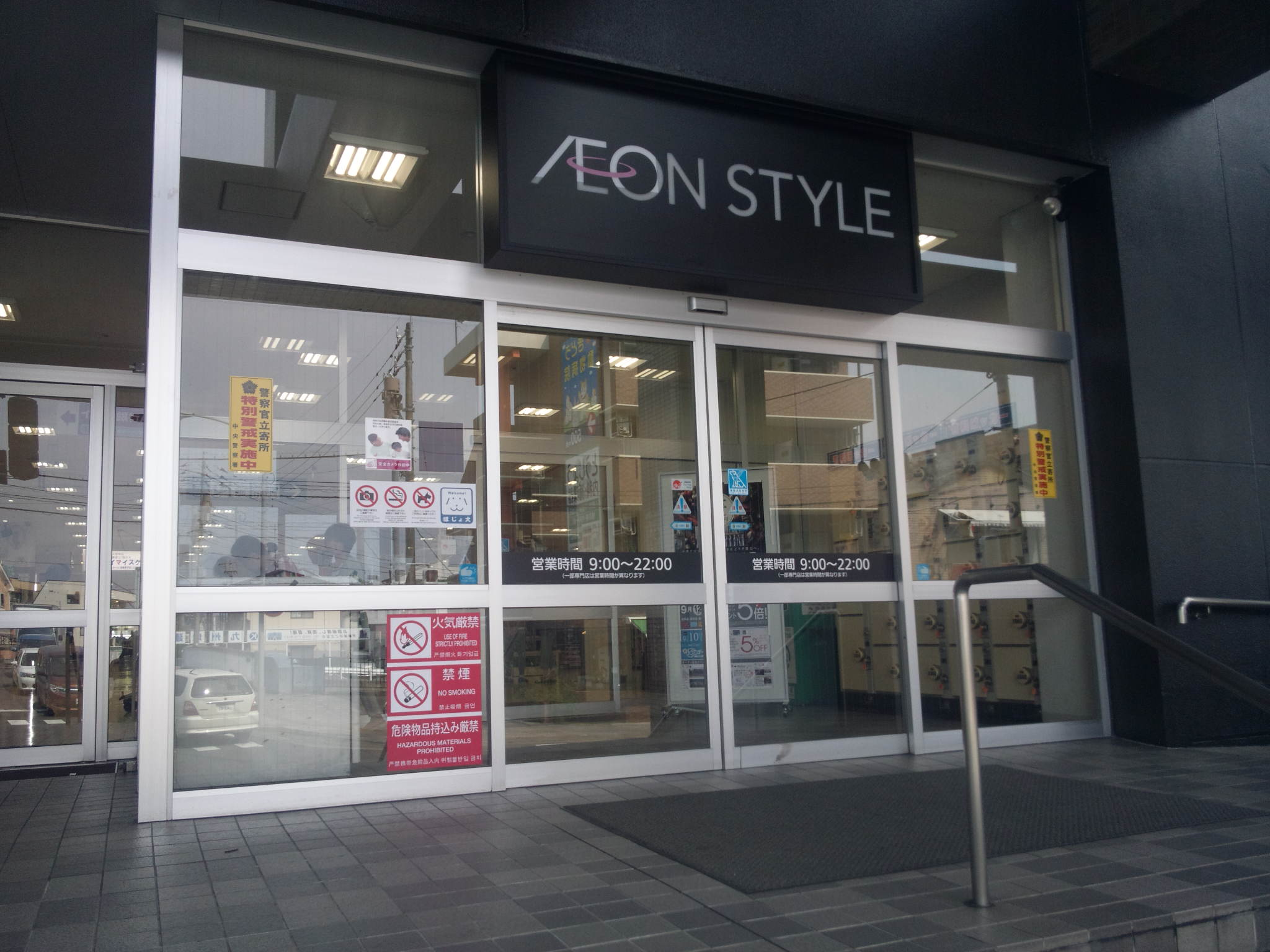
イオンスタイル笹丘　店舗入口（田島側） 2016年9月8日撮影
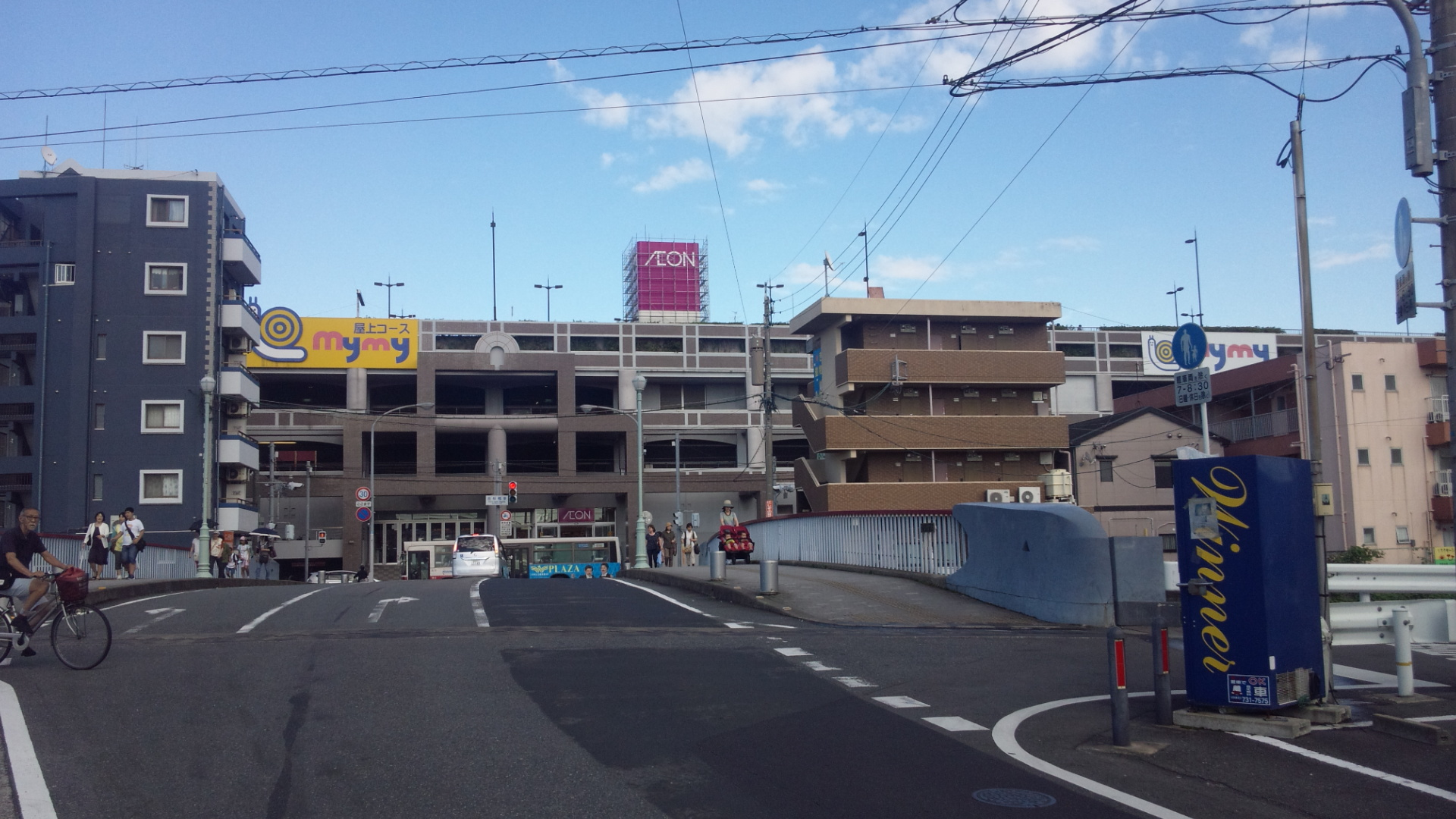
イオン笹丘店　店舗外観 樋井川（田島方面）より撮影 2015年8月26日撮影
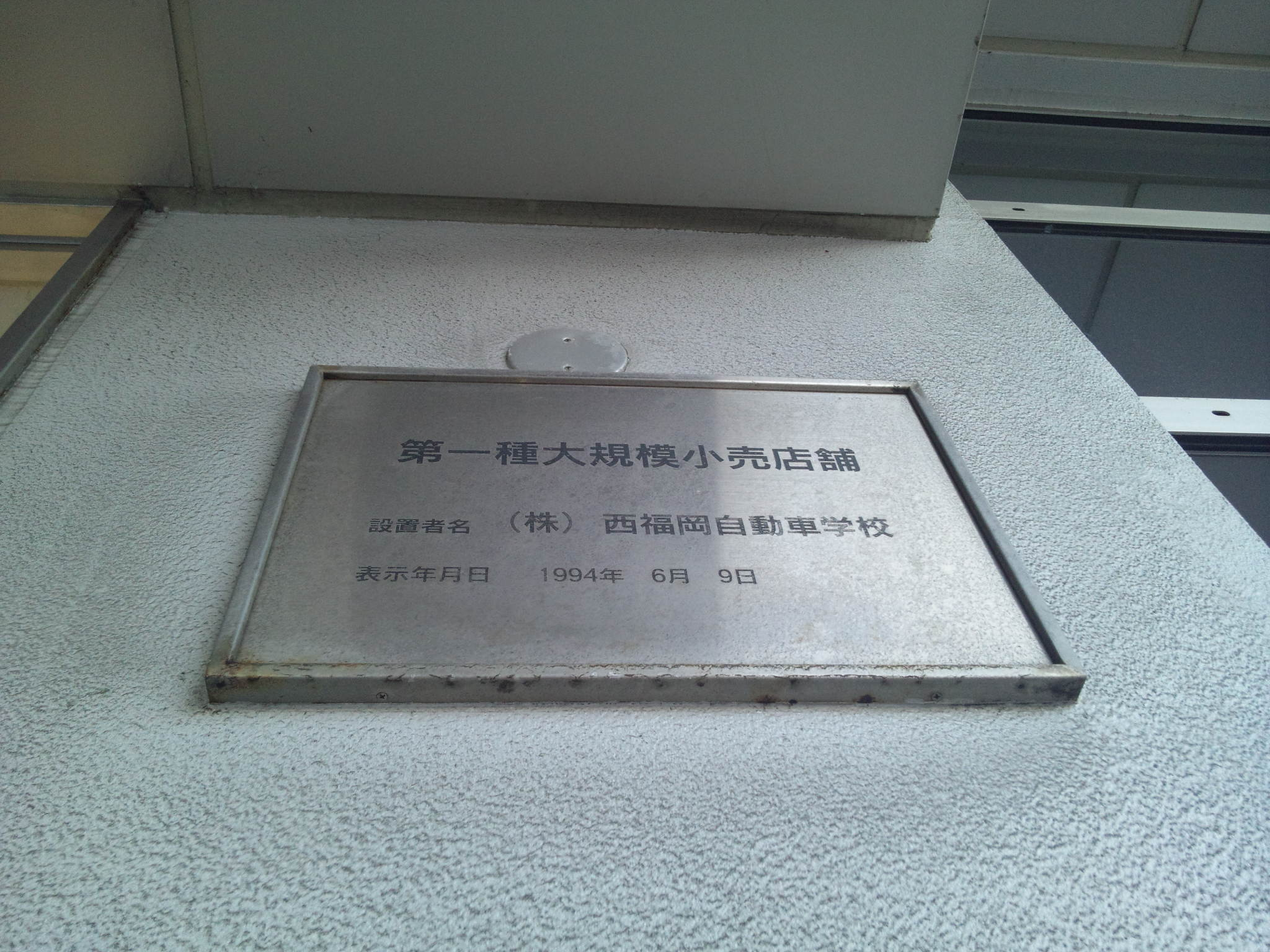
大規模小売店舗表示板 2015年8月26日撮影
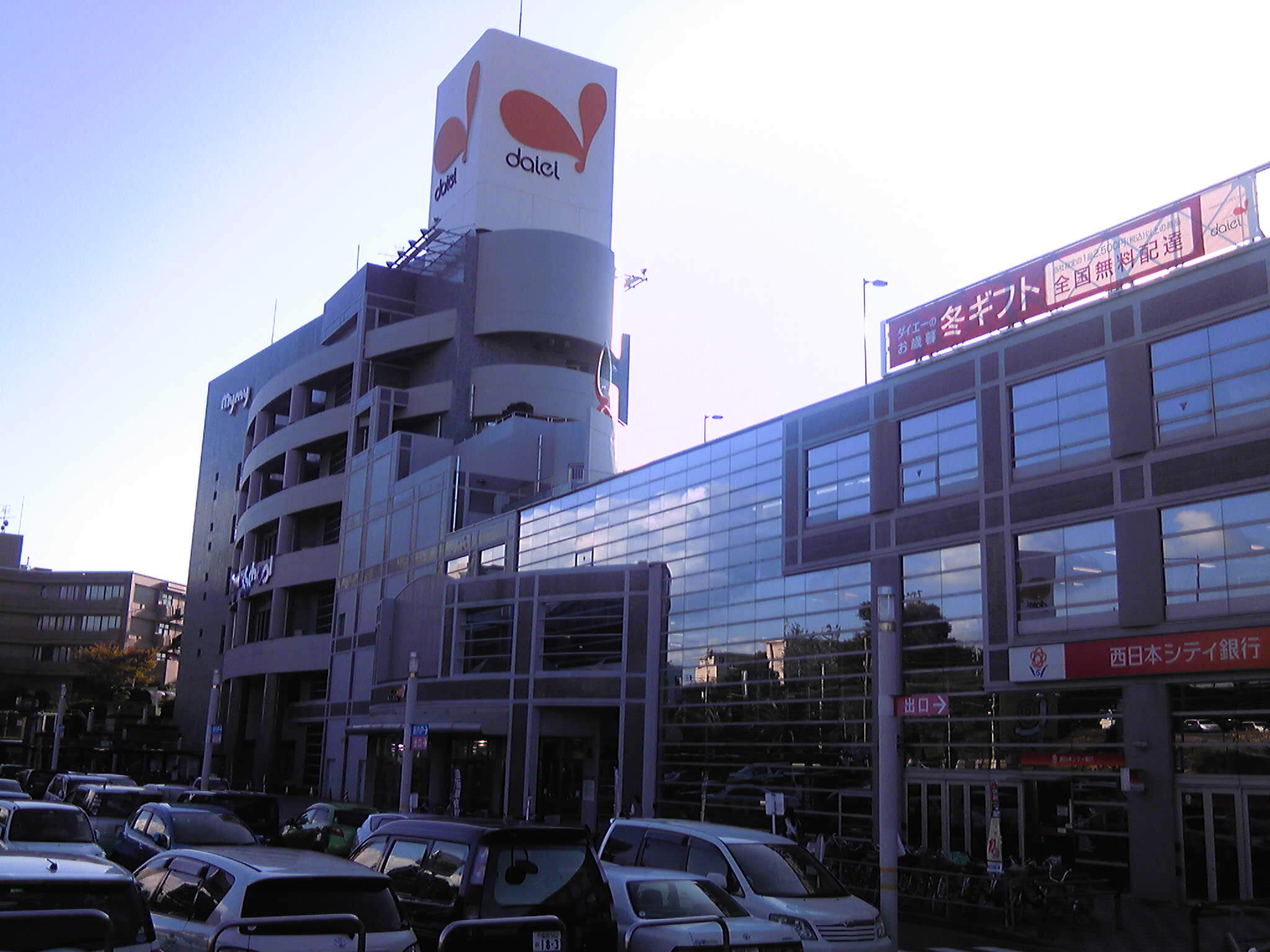
ダイエー時代の店舗外観 2011年11月7日撮影
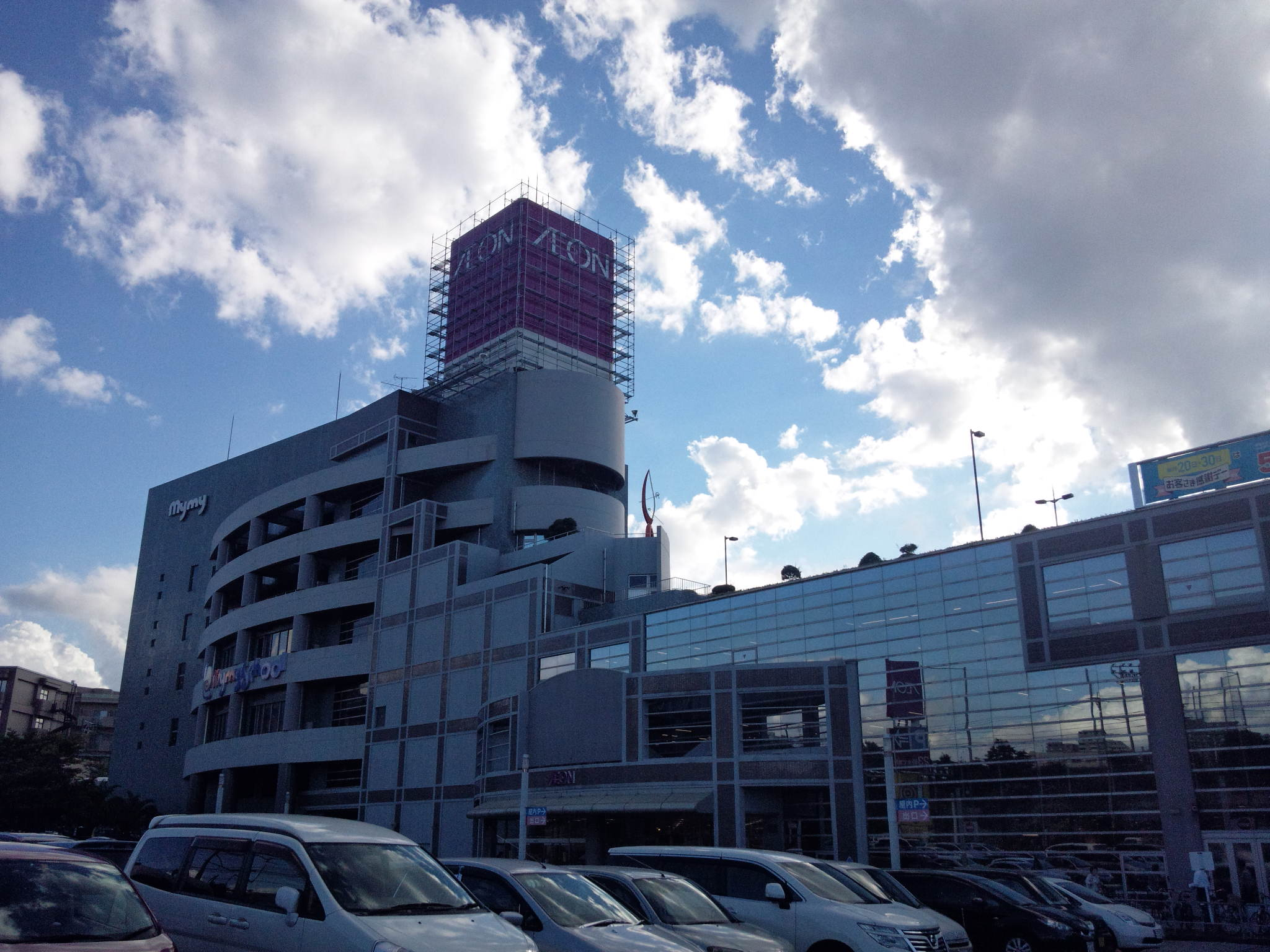
ダイエー末期の店舗外観、この時点でイオンへの看板架け替え工事が進んでいた。 2015年8月26日撮影

## 出店の経緯
もともと、当施設が立地している場所は、自動車学校のマイマイスクールがあった。
その後、油山観光道路が整備されるなどし、自動車学校を併設したSCを跡地に建設する事が決まり、ユニード・セゾングループ・九州ニチイ・福岡ジャスコが出店の申し入れを行った上でプランや収支見込を自動車学校に提出した上で検討された。
その結果、ユニードを出店することを決めた。建設するビルの当初の計画は「オークヒルズ友泉（仮称）」で地上4階建てだが、一部を7階建て。1989年着工で1990年完成の見通しであった。
1994年（平成6年）に地下1階地上3階の「マイマイビル」が完成し、下層部にダイエー笹丘店が出店、マイマイスクールはこのビルの上層部へと移った（マイマイスクール笹丘校）。
マイマイスクールの教習コースは屋上にある。

## フロア構成
| 階      | フロア概要                     |
| ------- | ------------------------------ |
| 3階     | 駐車場・マイマイスクール笹丘校 |
| 2階     | 駐車場                         |
| 1階     | ファッション・雑貨のフロア     |
| 地下1階 | 食品・暮らしのフロア           |

### 補足
専門店は主に1階に集中しており、1階は専門店街の面積が大きくなっている。

## テナント

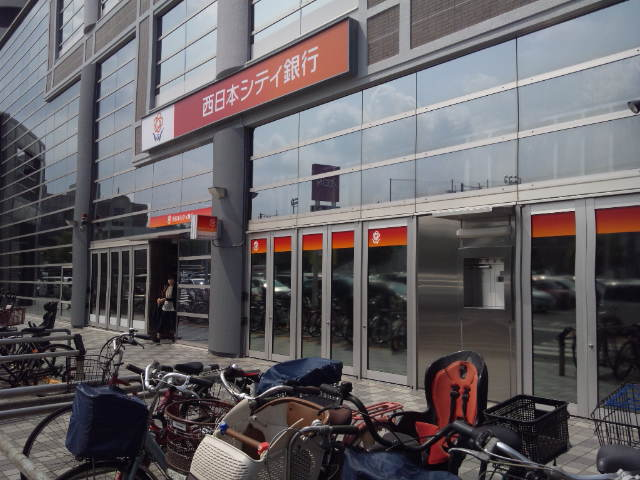
西日本シティ銀行田島支店
インストアブランチ型の店舗

出店テナント全店の一覧・詳細情報は公式サイト「ショップリスト」を参照。

## アクセス
- 西鉄バス「笹丘」・「田島」バス停から徒歩2分